# Polypoetes nox
Polypoetes nox är en fjärilsart som beskrevs av Druce 1900. Polypoetes nox ingår i släktet Polypoetes och familjen tandspinnare. Inga underarter finns listade i Catalogue of Life.